# Piruinha
Piruinha, pseudônimo de José Caruzzo Escafura (Campos dos Goytacazes, 19 de junho de 1929 – Rio de Janeiro, 22 de janeiro de 2025), foi um contraventor e bicheiro brasileiro, conhecido como um dos membros mais antigos e influentes da cúpula do jogo do bicho do Rio de Janeiro.

## Biografia

### Carreira profissional
Antes de se tornar banqueiro do jogo do bicho, José Caruzzo Escafura trabalhou como jornaleiro, engraxate, cobrador e motorista de lotação. Foi por causa desta última que ganhou o apelido "Piruinha", derivado do nome popular "perua" para um tipo de veículo de maior comprimento e volume interno.
Piruinha iniciou sua trajetória na contravenção na década de 1950, gerenciando bancas em bairros da Zona Norte do Rio de Janeiro, especialmente em Piedade, Abolição e Inhaúma, onde exercia grande influência e morou até a morte.
Ao longo da década de 1970, período o qual os principais banqueiros de bicho da cidade fizeram uma divisão territorial, Piruinha expandiu seus negócios para áreas mais populosas como Madureira, Cascadura e Maria da Graça, consolidando-se como uma figura de destaque entre os bicheiros cariocas.
Em 2024, Piruinha admitia comandar 250 bancas de jogo de bicho na cidade. O bicheiro também diversificou seus investimentos em negócios que envolviam desde motéis a haras. Devido a sua reputação como bicheiro, moradores da zona norte do Rio colavam adesivos do Haras Escafura, de propriedade de Piruinha, no vidro traseiro de automóveis, a fim de evitar blitze da polícia ou assaltos de bandidos durante a década de 2000.

### Processos e prisões
Em 1993, Piruinha foi um 14 dos contraventores presos e condenado pela juíza Denise Frossard por formação de quadrilha, tráfico de drogas e tortura. A sentença inicial resultou em uma pena de seis anos de detenção, mas o Supremo Tribunal Federal reduziu a pena pela metade e excluiu o crime de "bando armado". Após recorrer, ele e os demais bicheiros foram libertados pouco tempo depois.
Em junho de 2017, um dos filhos de Piruinha, Haylton Carlos Gomes Escafura, foi executado em um hotel na Barra da Tijuca. Para a polícia, o motivo da execução foi a disputa pelos pontos de venda de máquinas caça-níqueis.
Em agosto de 2022, Piruinha esteve novamente preso após acusação de homicídio contra o comerciante de carros Natalino José do Nascimento Espínola, ocorrido em 2021 na zona oeste do Rio. Como seu estado de saúde começou a se deteriorar, o encarceramento progrediu para prisão domiciliar com uso de tornozeleira.
No final de 2023, Piruinha havia sido internado com pancreatite. Após um breve período de alta, o bicheiro faleceu em 22 de janeiro de 2025, no Rio de Janeiro, aos 95 anos.